# Конвой «Вевак № 9»
Конвой «Вевак № 9» — японський конвой часів Другої світової війни, проведення якого відбувалось у вересні 1943-го.
Пунктом призначення конвою був Вевак на північному узбережжі Нової Гвінеї, де розміщувався головний японський гарнізон на цьому острові. Вихідним пунктом став Палау — важливий транспортний хаб на заході Каролінських островів.
До складу конвою увійшли транспорти «Ясукуні-Мару», «Аден-Мару» і «Тайсей-Мару» (Taisei Maru), тоді як охорону забезпечували мисливці за підводними човнами CH-26 та CH-32.
19 вересня 1943-го загін рушив з Палау, 23 вересня досягнув Веваку, швидко розвантажився і вже 24 вересня рушив назад. Втім, «Тайсей-Мару» затрималось і 27 вересня перебувало в затоці Вікторія на західному узбережжі острова Каіріру (два десятки кілометрів на північний захід від Веваку), де було атаковане бомбардувальниками B-25. Унаслідок скидання бомб та обстрілу з бортового озброєння судно зазнало значних пошкоджень, загорілось та затонуло. Загинуло 25 (за іншими даними — 13) членів екіпажу та пасажирів.
На зворотному шляху у складі охорони конвою стались зміни — 27 вересня «Вевак № 9» узяли під охорону мінний загороджувач «Ширатака» та мисливець за підводними човнами CH-34, що до того прямували із зустрічним конвоєм «Вевак № 10», тоді як CH-26 та CH-32 приєднались до останнього та повели його до Веваку.
29 вересня «Вевак № 9» повернувся на Палау.